# Dimszau Haszim
Dimszau Haszim – miejscowość w Egipcie, w muhafazie Al-Minja, w dystrykcie Al-Minja. W 2006 roku liczyła 9493 mieszkańców.